# Ужлеп (посёлок)
Ужлеп — посёлок в Красногорском районе Алтайского края. Входит в состав муниципального образования сельское поселение Красногорский сельсовет.

## История
В 1926 году аил Ужлеп состоял из 104 хозяйств. В национальном составе населения того периода преобладали русские. В административном отношении являлся центром Ужлепского сельсовета Старо-Бардинского района Бийского округа Сибирского края.

## Население
| 1926 | 1997 | 1998 | 1999 | 2000 | 2001 | 2002 | 2003 | 2004 |
| ---- | ---- | ---- | ---- | ---- | ---- | ---- | ---- | ---- |
| 522  | ↘186 | ↗192 | ↗226 | ↘200 | ↘177 | ↘163 | ↗169 | ↘168 |
| 2005 | 2006 | 2007 | 2008 | 2009 | 2010 | 2011 | 2012 | 2013 |
| ↗175 | ↘145 | ↗146 | ↗151 | ↗159 | ↘119 | →119 | ↗120 | ↘115 |

Национальный состав
Согласно результатам переписи 2002 года, в национальной структуре населения русские составляли 77 %.